# High we exalt Thee, realm of the free

High We Exalt Thee, Realm of the Free

"High We Exalt Thee, Realm of the Free" is het volkslied van Sierra Leone. Het lied is geschreven door Clifford Nelson Fyle en gecomponeerd door John Akar. Het bestaat uit drie verzen, elk eindigend met de zin Land that we love, our Sierra Leone ("Land dat we liefhebben, ons Sierra Leone"). Het werd in 1961 als volkslied aangenomen toen het land onafhankelijk werd, ter vervanging van "God Save The Queen". De grondwet van Sierra Leone uit 1991 maakt het de verantwoordelijkheid van elke burger van Sierra Leone om "zijn idealen en instellingen te respecteren", inclusief het volkslied.

## Tekst
De oorspronkelijke Engelstalige versie is links, een Nederlandse vertaling is rechts.
Onafhankelijke staten: Algerije · Angola · Benin · Botswana · Burkina Faso · Burundi · Centraal-Afrikaanse Republiek · Comoren · Congo-Brazzaville · Congo-Kinshasa · Djibouti · Egypte · Equatoriaal-Guinea · Eritrea · Ethiopië · Gabon · Gambia · Ghana · Guinee · Guinee-Bissau · Ivoorkust · Kaapverdië · Kameroen · Kenia · Lesotho · Liberia · Libië · Madagaskar · Malawi · Mali · Marokko · Mauritanië · Mauritius · Marokko · Mozambique · Namibië · Niger · Nigeria · Oeganda · Rwanda · Sao Tomé en Principe · Senegal · Seychellen · Sierra Leone · Somalië · Soedan · Swaziland · Tanzania · Tsjaad · Togo · Tunesië · Zambia · Zimbabwe · Zuid-Afrika · Zuid-Soedan
Niet algemeen erkende landen: Somaliland · Westelijke Sahara
Afhankelijke gebieden: Mayotte · Réunion (onofficieel) · Saint Helena, Ascension and Tristan da Cunha (onofficieel)